# Autópálya M4
Autópálya M4 (ungarisch für ‚Autobahn M4‘) ist eine im Bau bzw. in der Planung befindliche Autobahn in Ungarn. Sie ist Teilstrecke der Europastraßen 60 und 79. Nach ihrer kompletten Fertigstellung verläuft sie in West-Ost-Richtung von der Hauptstadt Budapest zur rumänischen Grenze und schließt dort an die A3 nach Bukarest an. Die ersten Kilometer verlaufen im Stadtgebiet von Budapest und sind als Schnellstraße geführt. Die Ausschreibungen zum Bau des Abschnitts von Püspökladány nach Nagykereki wurden am 17. März 2009 veröffentlicht. Teile der M4 zwischen Budapest und Szolnok sind noch als Nationalstraße 4 beschildert.
2013 wurde mit dem Ausbau der Strecke zwischen Abony – Fegyvernek mit M4 Nordumfahrung Szolnok begonnen.
Die 29-Kilometer-Baustelle besteht aus drei Abschnitten:
- zwischen Abony und Theiß mit 13,4 km Autobahn,
- neue Theiß-Brücke mit 2,3 km Länge;
- von der Theiß-Brücke bis Fegyvernek mit 13,2 km Autobahn.

Der österreichische Baukonzern Strabag hat die Ausschreibung für den Bau des dritten Abschnitts der ungarischen Autobahn M4 zwischen Abony und Fegyvernek gewonnen. Die Bauzeit dauert von 2013 bis 2016. Dieser Bauabschnitt der Autobahn M4 musste im April 2015 wegen einer kartellrechtlichen Überprüfung der EU gestoppt werden.

## Abschnitte
| Abschnitt                                                                         | Länge   | Inbetriebnahme                                                    |
| --------------------------------------------------------------------------------- | ------- | ----------------------------------------------------------------- |
| Budapest, Ferihegyi gyorforgalmi út – Üllő                                        | 11,0 km | 2004 als Schnellstraße                                            |
| Üllő – Albertirsa                                                                 | 26,0 km | 7. Februar 2020                                                   |
| Albertirsa – Ceglédbercel                                                         | 5,9 km  | 1974 (teilweise 1. Fahrbahn) 2004 (vollständig 2. Fahrbahn)       |
| Ceglédbercel – Cegléd                                                             | 8,1 km  | 1974 (1. Fahrbahn) 16. August 2018 (2. Fahrbahn)                  |
| Cegléd – Abony                                                                    | 17,0 km | 1974 (teilweise 1. Fahrbahn) 2020 Sommer                          |
| Abony – Törökszentmiklós                                                          | 29,0 km | 22. Februar 2022                                                  |
| Törökszentmiklós – Püspökladány Umfahrung Törökszentmiklós Umfahrung Kisújszállás | 53,0 km | Ersten Quartal 2026 2004 (1. Fahrbahn) 6. Juli 2011 (1. Fahrbahn) |
| Püspökladány – Autobahndreieck M35                                                | 11,0 km | 2032                                                              |
| Autobahndreieck M35 – Berettyóújfalu                                              | 5,0 km  | 20. Dezember 2018                                                 |
| Berettyóújfalu – Rumänische Grenze (Nagykereki)                                   | 25,6 km | 4. September 2020                                                 |

## Fahrspuren
Die M4 ist, wie die meisten modernen Autobahnen, im Standardfall mit vier Fahrspuren ausgebaut – also zwei Fahrspuren pro Fahrtrichtung. Diese Konfiguration ermöglicht einen effizienten Verkehrsfluss und eine hohe Kapazität für den Durchgangsverkehr. Insbesondere die neueren und ausgebauten Abschnitte wurden nach diesem hohen Standard errichtet.

## Kosten
Die Baukosten für die M4-Autobahn sind, wie bei solchen Großprojekten üblich, beträchtlich und variieren je nach Abschnitt aufgrund von Gelände, erforderlichen Bauwerken und Zeitrahmen. Hier sind einige spezifische Beispiele für die Kosten einzelner fertiggestellter Abschnitte:
Der 26 Kilometer lange Abschnitt zwischen Üllő und Albertirsa belief sich auf rund 52 Milliarden Ungarische Forint (HUF) netto, was zum Zeitpunkt der Veröffentlichung etwa 154,1 Millionen Euro entsprach. Die Fertigstellung erfolgte im Februar 2020.
Ein weiterer bedeutender Abschnitt, der 27 Kilometer lange Abschnitt zwischen Abony und Törökszentmiklós, der im Februar 2022 für den Verkehr freigegeben wurde, hatte Kosten in Höhe von etwa 125 Milliarden HUF, was zu diesem Zeitpunkt ungefähr 351 Millionen Euro entsprach.
Diese Projekte werden oft durch eine Kombination aus nationalen Haushaltsmitteln und Fördermitteln der Europäischen Union finanziert.

## Mautpflicht
Ja, die Nutzung der M4-Autobahn ist mautpflichtig. Wie alle Autobahnen und Schnellstraßen in Ungarn erfordert die M4 eine gültige digitale Vignette (E-Vignette). Diese Vignetten können für verschiedene Zeiträume (z. B. 10 Tage, Monat, Jahr) erworben werden und müssen vor Befahren der mautpflichtigen Strecke vorhanden sein. Die E-Vignette ist fahrzeugbezogen und wird elektronisch kontrolliert. Es gibt nur sehr wenige, kurze städtische Abschnitte oder Umfahrungen, die von der Mautpflicht ausgenommen sein könnten.

## Aktueller Stand (Juli 2025)
Der Bau der M4-Autobahn schreitet stetig voran. Zum aktuellen Stand im Juli 2025 stellt sich die Situation wie folgt dar:
Bereits fertiggestellt und für den Verkehr freigegeben sind rund 118,7 Kilometer der Autobahn. Dies umfasst wichtige Teilstrecken, die die Anbindung an Budapest und die Regionen im Osten Ungarns verbessern.
Im Bau befinden sich aktuell etwa 34,29 Kilometer. Der Fokus liegt hierbei auf dem Abschnitt zwischen Törökszentmiklós und Kisújszállás, dessen Fertigstellung für Ende des Jahres 2025 erwartet wird.
Die M4 ist ein Schlüsselprojekt zur Verbesserung der Anbindung des östlichen Teils Ungarns an Budapest und Rumänien.

## Zukunft der M4
Die M4 spielt eine zentrale Rolle in Ungarns Verkehrsstrategie und ist darauf ausgelegt, eine lückenlose Autobahnverbindung von der M0 (Budapester Ringautobahn) bis zur rumänischen Grenze herzustellen, wo sie an die rumänische Autobahn A3 anschließen wird.
Die noch in Planung befindlichen Abschnitte umfassen etwa 71,1 Kilometer. Diese verbleibenden Teilstrecken sind entscheidend, um das Gesamtprojekt abzuschließen und die vollständige internationale Verbindung zu gewährleisten.
Das übergeordnete Ziel ist es, die M4 bis zur rumänischen Grenze vollständig fertigzustellen, um sowohl den nationalen als auch den internationalen Güter- und Personenverkehr zu erleichtern. Die vollständige Inbetriebnahme der letzten Abschnitte wird je nach Finanzierung und Baufortschritt voraussichtlich bis 2032 erfolgen. Die M4 ist damit ein Langzeitprojekt, das die regionale Entwicklung und die Integration Ungarns in das europäische Verkehrsnetz maßgeblich vorantreiben soll.